# Устимівка (Семенівська селищна громада)
Усти́мівка — село в Україні, у Семенівській селищній громаді Кременчуцького району Полтавської області. Населення становить 690 осіб. Колишній центр Устимівської сільської ради.

## Географія
Село Устимівка знаходиться за 2 км від сіл Єгорівка, Малинівка, Герасимівка та Шепелівка. Поруч проходять автомобільна дорога Т 1716 та залізниця, зупинний пункт 235 км.

## Історія
12 червня 2020 року, відповідно до розпорядження Кабінету Міністрів України № 721-р «Про визначення адміністративних центрів та затвердження територій територіальних громад Полтавської області», село увійшло до складу Семенівської селищної міської громади.
19 липня 2020 року, в результаті адміністративно - територіальної реформи та ліквідації Семенівського району, село увійшло до складу новоутвореного Кременчуцького району.

### Репресовані совєцькою владою односельці
1.Рудий Данило Леонтійович — 1899 року народження, Полтавська обл. с. Устимівка Семенівського р-ну, національність: українець, із селян, Службовець колгоспу., Заарештований 22.11.1945 р., Засуджений Військовим трибуналом військ НКВС Полтавської обл. 18.02.1946 р. за ст. 54-1 КК УРСР до 10 років позбавлення волі з конфіскацією майна.
2. Рудий Матвій Мусійович — 1885 року народження, Полтавська обл. с. Устимівка Семенівського р-ну, національність: українець, із селян, Заарештований 15.11.1937 р., Засуджений Особливою трійкою при УНКВС Полтавської обл. 05.12.1937 р. за ст. 54-10 ч. 1 КК УРСР до 8 років позбавлення волі.

## Політика

### Парламентські вибори, 2019
На позачергових парламентських виборах 2019 року у селі функціонувала окрема виборча дільниця № 530853, розташована у приміщенні фельдшерського пункту.
Результати
- зареєстровано 449 виборців, явка 53,23%, найбільше голосів віддано за «Слугу народу» — 48,10%, за Всеукраїнське об'єднання «Батьківщина» — 15,19%, за Радикальну партію Олега Ляшка — 13,08%.[3] В одномандатному окрузі найбільше голосів отримав Фахраддін Мухтаров (самовисування) — 38,72%, за Анастасію Ляшенко (Слуга народу) — 26,38%, за Олексія Баганця (Всеукраїнське об'єднання «Батьківщина») — 14,04%[4].

## Економіка
- Птахо-товарна ферма.
- ПП «Ім. Шевченка».

## Об'єкти соціальної сфери
- Школа.
- Будинок культури.

## Пам'ятки
- Братська могила радянських воїнів[d];
- Могила[d] Героя Соціалістичної Праці М. Ф. Кузьменко;
- Пам'ятник Тарасу Шевченку[d];

## Уродженці
- Кузьменко Марія Федорівна (1895—1972) — колгоспниця, свинарка колгоспу «Більшовик» Семенівського району, Полтавська область, Герой Соціалістичної Праці (1949).